# Spaniocelyphus maolanicus
Spaniocelyphus maolanicus är en tvåvingeart som beskrevs av Yang och Liu 1999. Spaniocelyphus maolanicus ingår i släktet Spaniocelyphus och familjen Celyphidae. Inga underarter finns listade i Catalogue of Life.